# Бабич Микола Іванович
Микола Іванович Бабич (1908 — ?) — український радянський діяч, інженер, директор Новокраматорського машинобудівного заводу, заступник голови Держплану Української РСР. Депутат Верховної Ради УРСР 5-го скликання. Член Ревізійної Комісії КПУ в 1960—1961 роках.

## Біографія
Освіта вища. Працював інженером.
Член ВКП(б) з 1944 року.
У березні 1951 — березні 1952 року — головний інженер Старокраматорського машинобудівного заводу Сталінської області.
У березні 1952 — травні 1954 року — директор Новокраматорського машинобудівного заводу імені Сталіна Сталінської області.
У травні 1954 — 1957 року — заступник міністра важкого машинобудування СРСР.
22 липня 1957 — червень 1958 року — начальник відділу важкого, транспортного і будівельно-шляхового машинобудування Державної планової комісії РМ Української РСР — міністр Української РСР.
У червні 1958 — 14 квітня 1961 року — заступник голови Державної планової комісії РМ УРСР — міністр Української РСР. З квітня 1961 до квітня 1962 року — заступник голови Державної планової комісії РМ УРСР.
Одночасно з жовтня 1961 до червня 1962 року — голова Ради по координації та плануванню роботи раднаргоспів Південно-Західного економічного району.

## Нагороди
- ордени
- медалі